# 少鱗新光唇魚
少鱗新光唇魚（学名：Neolissochilus paucisquamatus）为輻鰭魚綱鯉形目鲤科新光唇魚屬的其中一種，該物種主要分布於亞洲緬甸以及泰國，棲息在中底層水域。